# Franz Xaver Gebauer
Franz Xaver Gebauer, född 1784 i Schlesien, död den 13 december 1822 i Wien, var en österrikisk musiker.
Gebauer blev 1816 kordirektor vid Augustinkyrkan i Wien, höjde de där sjunkna musikförhållandena och grundade 1819 de förträffliga "concerts spirituels". Han var vän till Beethoven.